# Chiến tranh Anh-Miến thứ hai
Chiến tranh Anh-Miến lần thứ hai hay Chiến tranh Miến Điện lần thứ hai (tiếng Miến Điện: ဒုတိယ အင်္ဂလိပ် မြန်မာ စစ် [dṵtḭja̰ ɪ́ɰ̃ɡəleɪʔ mjəmà sɪʔ]; 5 tháng 4 năm 1852 – 20 tháng 1 năm 1853) là cuộc chiến thứ hai trong ba cuộc chiến giữa Đế quốc Miến Điện và Đế quốc Anh trong thế kỷ 19. Cuộc chiến kết thúc với việc Anh giành chiến thắng, và nhiều lãnh thổ của Miến Điện bị sáp nhập vào Ấn Độ thuộc Anh.

## Bối cảnh
Năm 1852, Hầu tước Dalhousie phái Chuẩn tướng George Lambert đến Miến Điện để giải quyết một số vấn đề nhỏ liên quan đến Hiệp ước Yandabo. Miến Điện nhanh chóng nhượng bộ, bao gồm việc cách chức một viên quan địa phương mà phía Anh sử dụng làm cái cớ để gây chiến. Tuy nhiên, đúng như Dalhousie mô tả trong thư cá nhân, Lambert là một "chuẩn tướng nóng nảy". Ông đã phong tỏa cảng Yangon và chiếm giữ thuyền hoàng gia của vua Pagan, dẫn đến xung đột hải quân giữa hai nước. Sự kiện gây tranh cãi này trở thành ngòi nổ cho Chiến tranh Anh-Miến Điện lần thứ hai. Sau chiến tranh, Anh thôn tính vùng Pegu và đổi tên thành Hạ Miến Điện.
Quốc hội Anh đã bóp méo bản chất tranh chấp và sau đó kiểm soát việc "công bố sự thật" cho công chúng. Tuy nhiên, phần lớn sự thật được xây dựng thông qua việc so sánh các mô tả mâu thuẫn nhau. Những mô tả này xuất phát từ một cuốn sách nhỏ không rõ tác giả, mang tên "Chiến tranh ở Ấn Độ bùng phát như thế nào" (tiếng Anh: How Wars are Got Up In India). Báo cáo được Richard Cobden lưu giữ này gần như là bằng chứng duy nhất vào thời điểm đó để xác định ai đã quyết định xâm lược và thôn tính Miến Điện.
Richard Cobden kịch liệt chỉ trích Dalhousie vì điều động một chuẩn tướng hải quân để đàm phán (thực hiện "ngoại giao pháo hạm") và vì tăng số tiền bồi thường ban đầu từ 1,000 bảng Anh lên gấp 100 lần (100,000 bảng Anh). Ông cũng phê phán Dalhousie vì đã chọn Lambert thay vì Đại tá Archibald Bogle, Ủy viên Anh tại Tanintharyi, người có nhiều kinh nghiệm hơn trong các vấn đề xã hội và ngoại giao của Miến Điện. Dalhousie phủ nhận rằng Lambert là nguyên nhân sự việc.

## Chiến tranh
Vào ngày 5 tháng 4 năm 1852, với việc Công ty Đông Ấn chiếm cảng Martaban, Chiến tranh Anh-Miến Điện lần thứ hai chính thức bắt đầu. Sau những trận giao tranh ác liệt, quân Anh lần lượt chiếm được Yangon và chùa Shwedagon vào ngày 12 và 14 tháng 4, buộc quân Miến Điện phải rút về phía Bắc. Sau nhiều trận chiến gần chùa Shwemawdaw, quân Anh chiếm được Pathein vào ngày 19 tháng 5 và Bago vào ngày 3 tháng 6. Trong mùa mưa, Hội đồng quản trị Công ty Đông Ấn cùng chính phủ Anh đã phê chuẩn việc thôn tính vùng hạ lưu sông Irrawaddy, bao gồm cả Pyay.
Sau khi chiến sự kết thúc, quân Anh đã cướp bóc vàng, bạc và các bức tượng Phật quý giá bên trong nhiều ngôi chùa. Hầu tước Dalhousie đã đến thăm Yangon vào khoảng tháng 7 và tháng 8, thảo luận với các cơ quan dân sự, quân sự và hải quân về tình hình chung. Ông nhận định rằng, với những hạn chế cả về quân sự lẫn kinh tế, Anh không thể thôn tính toàn bộ lãnh thổ Miến Điện vào thời điểm này. Do đó, việc tiến quân đến kinh đô để buộc Miến Điện ký hiệp ước không nên là mục tiêu của cuộc chiến.
Kết quả là vào ngày 9 tháng 10, Thiếu tướng Godwin chiếm được Pyay, trong khi quân Miến Điện dưới sự chỉ huy của lãnh chúa Dabayin (con trai tướng Bandula, người đã hy sinh trong Chiến tranh Anh-Miến Điện lần thứ nhất) chỉ kháng cự nhẹ trước khi rút lui. Đầu tháng 12, Dalhousie thông báo với vua Pagan rằng tỉnh Bago sẽ trở thành một phần lãnh thổ Anh.

## Kết thúc
Thông báo sáp nhập được đưa ra vào ngày 20 tháng 1 năm 1853, tuyên bố rằng Chiến tranh Anh-Miến Điện lần thứ hai đã kết thúc mà không có bất kỳ hiệp ước nào được ký kết. Cuộc chiến này cũng dẫn đến một cuộc cách mạng tại thành phố Amarapura, lúc đó được gọi là triều đình Ava, nơi vua Pagan Min bị lật đổ bởi người em cùng cha khác mẹ của mình, vua Mindon Min. Ngay sau khi lên ngôi, Mindon Min lập tức cầu hòa, nhưng hai linh mục người Ý mà ông phái đi đàm phán phát hiện rằng quân đội Anh, cách Alaungpaya 80 km về phía bắc, đã tự ý chiếm đóng và tuyên bố rừng gỗ tếch Ningyan (nằm ở Naypyidaw ngày nay) là lãnh thổ của Anh. Mặc dù hiệp ước chưa bao giờ được ký kết, thương mại giữa hai nước đã được khôi phục cho đến khi một cuộc chiến mới bùng nổ vào khoảng năm 1885-1886.